# Joya de Cerén

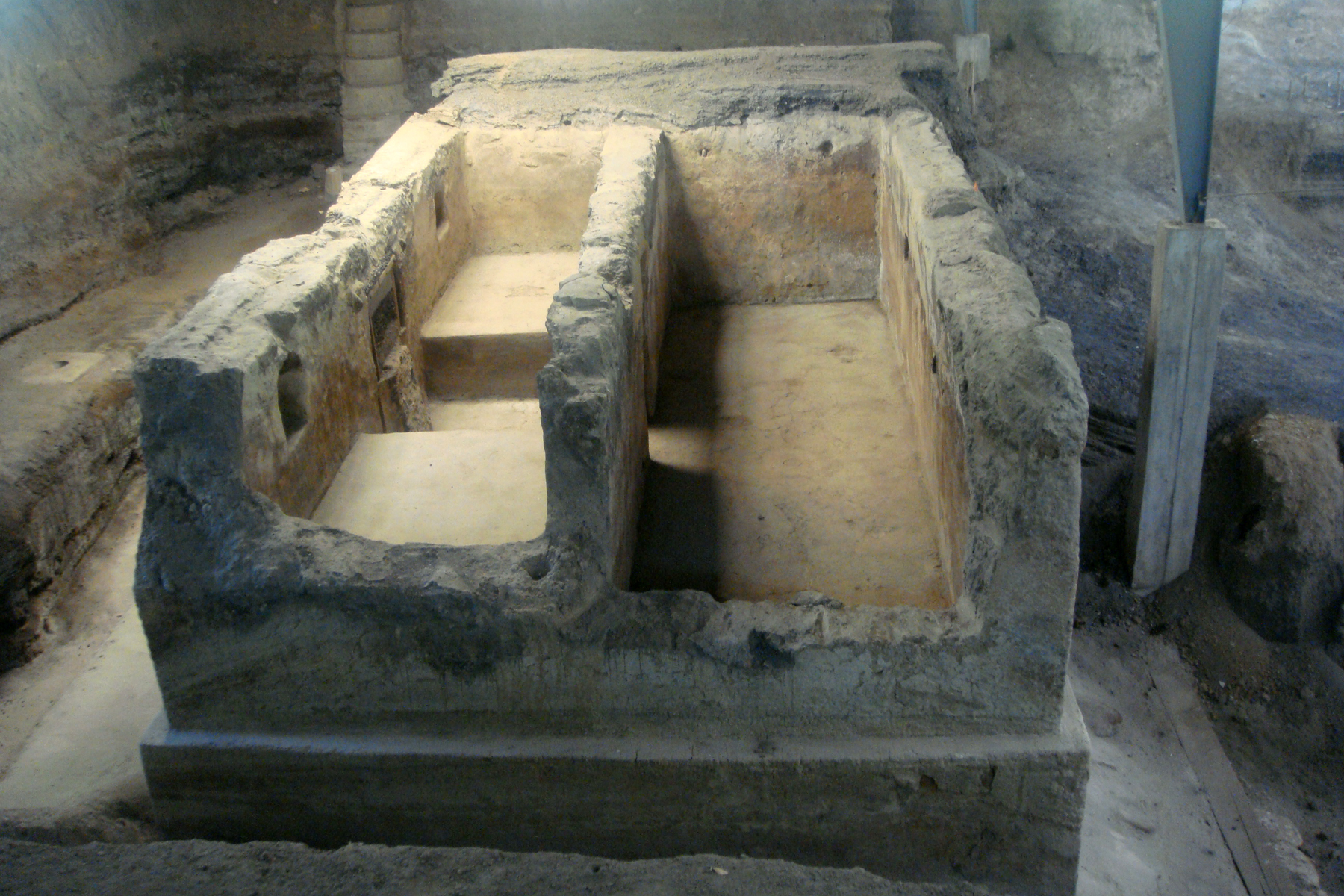
Struktur mit unbekannter Funktion

Joya de Cerén (sp.: Juwel von Cerén) ist eine archäologische Ausgrabungsstätte im Departamento La Libertad in El Salvador und war ein präkolumbisches Dorf der Maya, das unter Schichten von Vulkanasche erstaunlich gut erhalten blieb. 
Die Stätte gehört seit 1993 zum UNESCO-Weltkulturerbe und gilt als eine der wichtigsten archäologischen Fundstellen Mittelamerikas. Da sie im Gegensatz zu anderen Maya-Ruinen das Leben des einfachen Volkes zeigt, wird Joya de Cerén oft auch als „amerikanisches Pompeji“ bezeichnet.

## Lage
Die Fundstätte Joya de Cerén liegt etwa 4,5 km südlich der Ortschaft San Juan Opico etwa 35 km (Fahrtstrecke) nordwestlich von San Salvador in einer Höhe von ca. 490 m.

## Geschichte
Um das Jahr 600 n. Chr. kam es, wahrscheinlich über mehrere Stunden oder Tage, zu explosiven Eruptionen aus zwei Schloten der Loma Caldera, die etwa 1,4 km nördlich und östlich von Cerén liegen. Das basaltische Magma kam wahrscheinlich in Kontakt mit dem Wasser des Rio Sucio, so dass hydromagmatische Explosionen auftraten. Pyroklastische Ströme, Brände und der Einschlag von Gestein zerstörten Teile des Dorfes, was übrig blieb, wurde unter einer mehr als fünf Meter mächtigen Schicht pyroklastischen Materials begraben. Die Dicke der Schicht nimmt mit Entfernung von der Caldera rasch ab, etwa 1 km weiter südlich von Cerén beträgt sie noch etwa 1 m, nach einem weiteren Kilometer nur noch 10 cm. Dass das Material aus einem der zahlreichen anderen Vulkanschlote der Gegend stammt, gilt mittlerweile als unwahrscheinlich. Unterhalb der Loma-Sequenz befindet sich eine etwa 50 cm tiefe Schicht Tephra aus der Tierra Blanca Joven (TBJ)-Eruption des etwa 40 km entfernten Ilopango, die sich demnach vor der Loma-Eruption ereignete (wahrscheinlich 431 oder 539).
Man glaubt, dass die Bewohner ausreichend Zeit zur Flucht hatten, da keine Leichenüberreste gefunden wurden. Sie ließen bei ihrer hastigen Flucht aber ihre Habseligkeiten (Keramik, Möbel, Werkzeug etc.) und sogar Speisereste zurück.
Der Ort wurde erst im Jahr 1976 durch Payson Sheets, einen Professor der Anthropologie an der University of Colorado, wiederentdeckt und seitdem ausgegraben.

## Stadtstruktur
Bislang wurden die Überreste von etwa 70 Lehmbauten oder Holzhütten gefunden; diesen konnten fünf Funktionen zugewiesen werden: Schlafhäuser, Küchen (hier wurden Messer, Mahlsteine, Tongefäße mit Speiseresten – Bohnen, Kakao, Chili – sowie Lehmteller gefunden), Vorratshäuser, Werkstätten und Schwitzhäuser (temazcals). Die Häuser hatten Vorgärten und – in einigen Fällen – Wände aus hölzernen Stangen, die miteinander verknotet waren. Die Außenwände einiger Lehmbauten sind – möglicherweise aus unheilabwehrenden (apotropäischen) Gründen – mit geometrischen Ornamenten (Rauten) geschmückt.

## Funde
Wichtiger als die Gebäude sind jedoch die archäobotanischen Artefakte. Die niedrige Temperatur der nassen Asche der Loma Caldera sowie deren hohe Niederschlagsrate ermöglichte die Konservierung von Pflanzenmaterial. Wichtig ist in diesem Zusammenhang die Entdeckung von Maniokfeldern, da es sich hierbei um das erste Mal handelte, dass Maniok in einer archäologischen Ausgrabungsstätte in der neuen Welt gefunden wurde. Obwohl der Maniok schon lange verwest war, gelang es Wissenschaftlern der University of Colorado Gipsabdrücke aus den resultierenden Hohlstellen herzustellen. Die Bauern hatten den Maniok nur Stunden vor dem Vulkanausbruch gepflanzt.

## Museum
Teile des Ausgrabungsgeländes sind mit einem Metalldach abgedeckt worden. In unmittelbarer Nähe zur Ausgrabungsstätte befindet sich ein Museum mit Artefakten, Fotografien und (Rekonstruktions-)Zeichnungen. Das Museum wurde am 19. Juni 1993 gegründet, das heutige Gebäude wurde am 12. Dezember 2003 eingeweiht.